# Ана Мандић
Ана Мандић (Београд, 16. август 1987) српска је глумица.

## Биографија
Ана Мандић је основну и средњу школу завршила у Београду, а основне студије глуме на Академији уметности у Новом Саду, у класи професора Бориса Исаковића. Најпознатије улоге је остварила у телевизијској серији Неки нови клинци и филму Сестре, за који је добила награду за најбољу епизодну женску улогу на 46. Филмским сусретима у Нишу. Игра у Српском народном позоришту и Атељеу 212. Снимила је неколико телевизијских реклама, а такође се и бави синхронизацијама за студио Голд диги нет.

## Улоге

### Филмографија
| Год.    | Назив                          | Улога                   | Напомена                |
| ------- | ------------------------------ | ----------------------- | ----------------------- |
| 2000-те |                                |                         |                         |
| 2003.   | Таксиста                       | девојчица               | кратки филм             |
| 2003.   | Неки нови клинци               | Марлена                 | ТВ серија, главна улога |
| 2007.   | Доба невиности                 | —                       | кратки филм             |
| 2010-те |                                |                         |                         |
| 2011.   | Сестре                         | Сашка                   |                         |
| 2011.   | Момци, где сте                 | Лена                    | кратки филм             |
| 2011.   | Фрагменти                      | Ана                     | кратки филм             |
| 2011.   | Жућко: Прича о Радивоју Кораћу | —                       |                         |
| 2012.   | Нешто слатко                   | мајка                   | кратки филм             |
| 2013.   | Само кажем                     | Маја                    |                         |
| 2015.   | Све је више ствари које долазе | Јована                  | кратки филм             |
| 2016.   | Андрија и Анђелка              | колегиница са факултета | ТВ серија, 6 еп.        |
| 2018.   |                                | Лукасова ћерка          |                         |
| 2018.   | Последња авантура Кактус Бате  | Ана Мандић              |                         |
| 2019.   | Моја генерација Z              | Ана Кнежевић            | ТВ серија, 12 еп.       |
| 2020-те |                                |                         |                         |
| 2020.   | Мочвара                        | Татјана                 | ТВ серија, 1 еп.        |
| 2020.   | Узидани                        | —                       | кратки филм             |
| 2021.   | Једини излаз                   | Тамара Штрбац           | ТВ серија, 4 еп.        |
| 2021.   | Пролећна песма                 | Љуба                    |                         |
| 2021.   | Небеса                         | Жирафа                  |                         |
| 2022.   | Либерта — рађање града         | —                       |                         |
| 2023.   | Немирни                        | Невена Бановић          | ТВ серија, ? еп.        |

### Спотови
- Даљине — Бојана Вунтуришевић (2017)[4]
- Пустиња — Визељ (2017)[5]
- Двоје — Фрау Касио, Decay, Госпоја Терца (2018)[6]
- NDE —  (2019)[7]
- Подражавања — Прото тип (2020)[8]
- Доста — Ana & The Changes (2023)[9]

## Награде
- Награда Филмских сусрета за најбољу женску епизодну улогу: 2011. (за улогу Сашке у филму Сестре)[10]